# Хрулёв, Андрей Васильевич
Андрей Васильевич Хрулёв (18 [30] сентября 1892, дер. Большая Александровка, Российская империя — 9 июня 1962, Москва, СССР) — советский военный и государственный деятель. Специалист в области тылового обеспечения войск, руководитель Тыла Вооружённых сил СССР (1941—1951). Генерал армии (07.11.1943).

## Биография
Правильной датой рождения Хрулёва является 22 сентября (по новому стилю 4 октября) 1892 года: в метрической книге села Редкино Ямбургского уезда за 1892 год сделана запись о рождении № 74: «Родился 22 сентября, крещён 1 октября 1892 г. Андрей. Деревни Большая Александровка крестьянин Василий Васильев и законная жена его Мария Иоанновна, обоих православного исповедания, первобрачных. Молитвовал и крестил: священник Пётр Протопопов. Псаломщик Михаил Дремяцкий».
Родился в семье крестьянина-кузнеца, который часто уезжал на заработки в столицу, а затем вообще туда переселился. С 9 лет работал в Санкт-Петербурге подмастерьем в ювелирной мастерской Васильева. В 1903 году окончил начальную земскую школу, затем вечерние общеобразовательные курсы, а в 1911 году — вечернюю школу казённых десятников. С 1915 года работал слесарем (по другим данным, конторщиком или счетоводом) на Охтинском пороховом заводе. Участвовал в событиях Февральской революции, вскоре после которой выбран секретарём заводского комитета. Активно участвовал в последующих революционных событиях 1917 года, был выдвинут на руководящую советскую работу. В дни Октябрьской революции 1917 года принимал участие в штурме Зимнего дворца и в подавлении мятежа А. Ф. Керенского — П. И. Краснова.
С декабря 1917 по март 1918 года — организатор Советов агитационного отдела ВЦИК в Могилёвской губернии. В марте 1918 вступил в РСДРП(б) и сразу же был назначен комиссаром Пороховского районного революционного комитета Петрограда.

## Служба в Красной армии. Гражданская война
В августе 1918 года добровольно вступил в Красную армию красноармейцем 1-го советского полка в Петрограде. С января по август 1919 года — комендант комендатуры революционной охраны Пороховского района Петрограда. С августа 1919 года — помощник начальника политотдела и с декабря того же года — начальник политотдела 11-й кавалерийской дивизии 1-й Конной армии. В годы Гражданской войны участвовал в боевых действиях против армий генералов А. И. Деникина и П. Н. Врангеля, а также в советско-польской войне.

## Межвоенный период
После окончания Гражданской войны остался на политработе в Красной армии. С 1921 года — начальник политотдела, затем военный комиссар 14-й Майкопской кавалерийской дивизии Северо-Кавказского военного округа (СКВО). С 1922 года — военный комиссар 4-й Петроградской кавалерийской дивизии СКВО. С апреля 1924 года — командир-комиссар 44-го кавалерийского полка 5-й отдельной кавалерийской бригады СКВО. В сентябре 1924 года направлен на учёбу.
Окончил Высшие военно-политические курсы в Москве в 1925 году. С 1925 года — военный комиссар 14-й кавалерийской дивизии Московского военного округа. С 1928 года — заместитель начальника политуправления Московского ВО.
В июле 1930 года был переведён с политической на хозяйственную работу в войсках и сразу получил высокое назначение на должность начальника Центрального военного финансового управления РККА. С декабря 1934 года — начальник Финансового управления НКО СССР. при введении персональных воинских званий в СССР в ноябре 1935 года Хрулёву было присвоено звание корпусного комиссара. В апреле 1936 года назначен управляющим делами Наркомата обороны СССР. Но уже к октябре 1936 года назначен начальником Строительно-квартирного управления НКО СССР. С 1938 года — начальник военно-строительного управления Киевского особого военного округа.
В сентябре 1939 года по распоряжению И. В. Сталина создано Управление снабжения Красной армии во главе с начальником снабжения. На эту должность тогда же был назначен Хрулёв. Приняв эту должность, сознавая неудовлетворительное положение в области военного снабжения и не имея надлежащих знаний в этой сфере, Хрулёв пошёл на нестандартный шаг — привлёк к работе над созданием сбалансированной системы интендантства последнего начальника Главного интендантского управления Военного министерства Российской империи бывшего генерал-майора Русской императорской армии К. Е. Горецкого, которого вскоре назначил научным консультантом при Главном интендантском управлении РККА и совместно с которым работал до его смерти в 1947 году.
22 июля 1940 года Управление было реорганизовано в Главное интендантское управление Красной армии. Хрулёв отвечал за продовольственное, вещевое, обозно-хозяйственное снабжение и квартирно-эксплуатационное обеспечение Красной армии, а также за состояние торговли в войсках. Ему же подчинялись Военно-хозяйственная академия им. В. М. Молотова (в декабре 1940 года переименована в Интендантскую академию РККА) и Ярославское военно-хозяйственное училище. Главной своей заботой Хрулёв считал накопление запасов материальных средств для мобилизационного развертывания войск и их размещения с учётом особенностей новой войны.

## В годы Великой Отечественной войны
С 1 августа 1941 года заместитель наркома обороны СССР — начальник Главного управления тыла РККА (на посту заместителя наркома обороны находился до реорганизации системы управления наркоматом 30 мая 1943 года). В мае 1943 года должность переименована в «начальник тыла Красной армии» (оставался в ней до 1946 года). В ходе войны он часто выезжал в действующую армию, где не только знакомился с оперативно-тыловой обстановкой, но и принимал необходимые меры по своевременному решению всевозможных тыловых проблем (например Паровозные колонны). С 25 марта 1942 по 26 февраля 1943 года одновременно являлся народным комиссаром путей сообщения СССР. Для решения важнейших вопросов организации снабжения войск за годы войны свыше 80 раз вызывался на приём к И. В. Сталину. На этих постах выполнил огромный объём работы по налаживанию бесперебойного снабжения Красной армии всем необходимым в чрезвычайных условиях военного времени (потеря важнейших промышленных регионов, эвакуация предприятий и их развёртывание зачастую в «чистом поле», разрыв хозяйственных связей, уничтожение или захват противником большого количества военных складов и т. д.).

[Хрулёв] был мастером найти выход из трудной ситуации. Он, например, придумал транспортно-гужевые дивизии. Ивановские фабрики во время войны работали на полную мощность по выработке шинельного сукна. Но у них отобрали машины для фронта, не на чем стало подвозить шерсть. Вот и сформировали эти конные части из колхозных лошадей. Конечно, это удар был по колхозам, потому что людям приходилось пахать на коровах и на себе. Но обеспечение фронта считалось главным.— из воспоминаний Михаила Смиртюкова, помощника заместителя председателя Совнаркома СССР
Умело строил взаимоотношения с представителями правительства и руководителями военно-экономического комплекса советского государства. Когда в Кремле проходил торжественный вечер по поводу Победы советского народа над фашизмом, и были произнесены все положенные по протоколу тосты в честь выдающихся полководцев войны, Сталин предложил наполнить бокалы и сказал: «Теперь нужен тост за подлинного полководца и великого труженика войны, без которого и не было бы этой великой победы. Выпьем за товарища Хрулёва».

## Послевоенная служба
С марта 1946 года начальник Тыла Вооружённых сил — заместитель министра Вооружённых сил СССР (в 1950 году должность переименована в «заместитель Военного министра СССР по тылу»). В 1951 году откомандирован в народное хозяйство (официально уволен в запас с военной службы в октябре 1953 года).

## Работа в министерствах
Несколько лет находился на руководящих должностях в промышленности: 1951—1953 годы — заместитель министра промышленности строительных материалов СССР; 1953—1956 годы — заместитель министра автомобильного транспорта и шоссейных дорог СССР; 1956—1958 годы — заместитель министра строительства СССР.
В апреле 1958 года назначен военным инспектором-советником Группы генеральных инспекторов Министерства обороны СССР, оставаясь на этой должности до конца жизни. Также в эти годы работал заместителем председателя Советского комитета ветеранов войны.
Депутат Верховного Совета СССР 2-го созыва (1946—1950).
Погребён на Красной площади в Стене Коммунаров.

## Семья
У Андрея Васильевича Хрулева было 5 братьев — Василий, Павел, Кузьма, Семён и Михаил — и сестра Евдокия. При этом Василий и Кузьма носили фамилию Васильевы, а Андрей, Михаил, Павел, Семён и Евдокия — Хрулевы.
Брат — Михаил Васильевич Хрулев (1887—1942), в октябре 1937 года был арестован органами НКВД, 29 октября 1937 года его исключили из партии, а 29 сентября 1939 года был вынесен приговор по ст. 58, п. 7 и 11 УК РСФСР — 5 лет исправительно-трудовых лагерей. Реабилитирован в 1955 году.
- Жена — Эсфирь Самсоновна Хрулева (урожд. Горелик; 1902—1974)[11]. Арестована в 1948 году, освобождена в 1953 году, впоследствии реабилитирована.
- Дети:
  - Дориан Андреевич Хрулев (1927—1988), генерал-майор. Его жена —Любовь Ивановна Хрулева (урожд. Фомичева; 1924—1985), танцовщица ансамбля Игоря Моисеева.
  - Валерия Андреевна Хрулева (1930—2021), историк-арабист. Её муж — Шершер, Эдуард Александрович (1924—2018) — советский военный, полковник. Участник Великой Отечественной войны. В составе сводного полка Военно-воздушной инженерной академии имени Н. Е. Жуковского участвовал в первом Параде Победы на Красной площади 24 июня 1945 года. Специалист в области авиационной техники, участник комиссии по расследованию гибели Юрия Гагарина, автор книги «Тайна гибели Гагарина». После увольнения из армии в 1977 году в течение 13 лет работал в ОКБ «Союз».
  - Юрий Андреевич Хрулев (1934—2007), полковник. Его жена — Татьяна Александровна (урожд. Репина; 1934—2017)[12], дочь А. К. Репина.

## Работа по реабилитации репрессированных военных руководителей
Был одним из инициаторов и активных участников реабилитации военных руководителей, репрессированных в годы «Большого террора», причём известны его ходатайства о реабилитации отдельных лиц из числа бывших сослуживцев, поданные ещё до смерти И. В. Сталина. Так, ещё в 1948 году он предложил реабилитировать несколько человек, а всего подавал документы на реабилитацию или содействовал в реабилитации 98 человек. Согласно документам, основная работа по реабилитации была выполнена им в 1955—1957 гг., начавшись как минимум за год до знаменитого доклада ХХ съезду «О культе личности и его последствиях». В общей сложности в настоящее время известно, как минимум, о 64 реабилитированных при его непосредственном участии военачальников, включая маршала Василия Блюхера.

## Воинские звания
- Корпусной комиссар ‒ 20.11.1935[14]
- Генерал-лейтенант интендантской службы ‒ 04.06.1940[15]
- Генерал-полковник интендантской службы ‒ 17.11.1942[16]
- Генерал армии ‒ 07.11.1943[17]

## Награды
- 2 ордена Ленина (25.06.1940, 21.02.1945);
- 4 ордена Красного Знамени (16.10.1923, 23.02.1930, 03.11.1944, 06.11.1947);
- 2 ордена Суворова 1-й степени (30.09.1943, 12.08.1944);
- Ряд медалей СССР;
- Орден «Крест Грюнвальда» (Польша, 1946);
- Орден «За военные заслуги» 1-й степени со звездой (Болгария, 1946);
- Орден Партизанской звезды (Югославия, 1945);
- Орден «За заслуги перед народом» 1-й степени (Югославия);
- Военный Крест 1939 года (Чехословакия, 1948).
- Дукельская памятная медаль (ЧССР)
- Медаль «За освобождение Кореи» (КНДР, 1948)

## Сочинения
- Хрулёв А. В. Записки интенданта. Неопубликованная рукопись. — Харьков: ООО «Ректайм-Т», 2017. — 636 с.
- Хрулёв А. В. Становление стратегического тыла в Великой Отечественной войне // Военно-исторический журнал. — 1961. — № 6. — С. 65—86.
- Хрулёв А. В. В борьбе за Ленинград // Военно-исторический журнал. — 1962. — № 11. — С. 27—36.
- Хрулёв А. В., Свистун И. К истории введения погон // Военно-исторический журнал. — 1963. — № 1.

## Воспоминания современников
Андрей Васильевич отличался высокой трудоспособностью, неистощимой энергией, всегда оперативно решал все возникавшие вопросы.

А их оказалось немало. …. шёл колоссальный поток грузов, в частности вооружения и боеприпасов. И все эти перевозки надо было спланировать, согласовать.
— Маршал артиллерии Н. Д. Яковлев. Об артиллерии и немного о себе. — М.: Воениздат, 1981. — С. 156.

Во время Отечественной войны начальником тыла Красной армии был генерал Хрулёв. Талантливейший организатор, которого ценили Сталин и весь генералитет.
Так вот, ему как-то позвонил помощник Сталина Поскребышев. «Тут, — говорит, — пришла шифровка от Хрущёва. Он докладывает, что войска Сталинградского фронта восстановили мост через Волгу. А вроде бы этим занимались твои части?» Хрулёв попросил Поскребышева придержать хрущёвскую телеграмму и написал доклад о том, как все было на самом деле. И обе бумаги Поскребышев доложил Сталину вместе. И тот за вранье сделал Хрущёва по телефону хорошее вливание.
Так Хрущёв за этот случай мстил Хрулёву много лет. Долго держал его в тени, не давал расти. Назначили Хрулёва заместителем министра шоссейных и автомобильных дорог. Хрущёв долго думал, какую бы свинью ему ещё подложить. Решил он Астраханскую пойму поднять. И послал туда Хрулёва уполномоченным.

Вскоре он умер. Где хоронить? Военные за то, чтобы в Кремлёвской стене, Хрущёв категорически против. Затянул до последнего. Покойный лежит в Доме Советской армии. Уже надо выносить его, а вопрос не решен. Если в могиле, то надо везти на Новодевичье кладбище, если в стене, то надо кремировать. И буквально за несколько часов до похорон Хрущёв сдался, передумал, разрешил хоронить на Красной площади.— из воспоминаний Михаила Смиртюкова, помощника заместителя председателя Совнаркома СССР

## Память

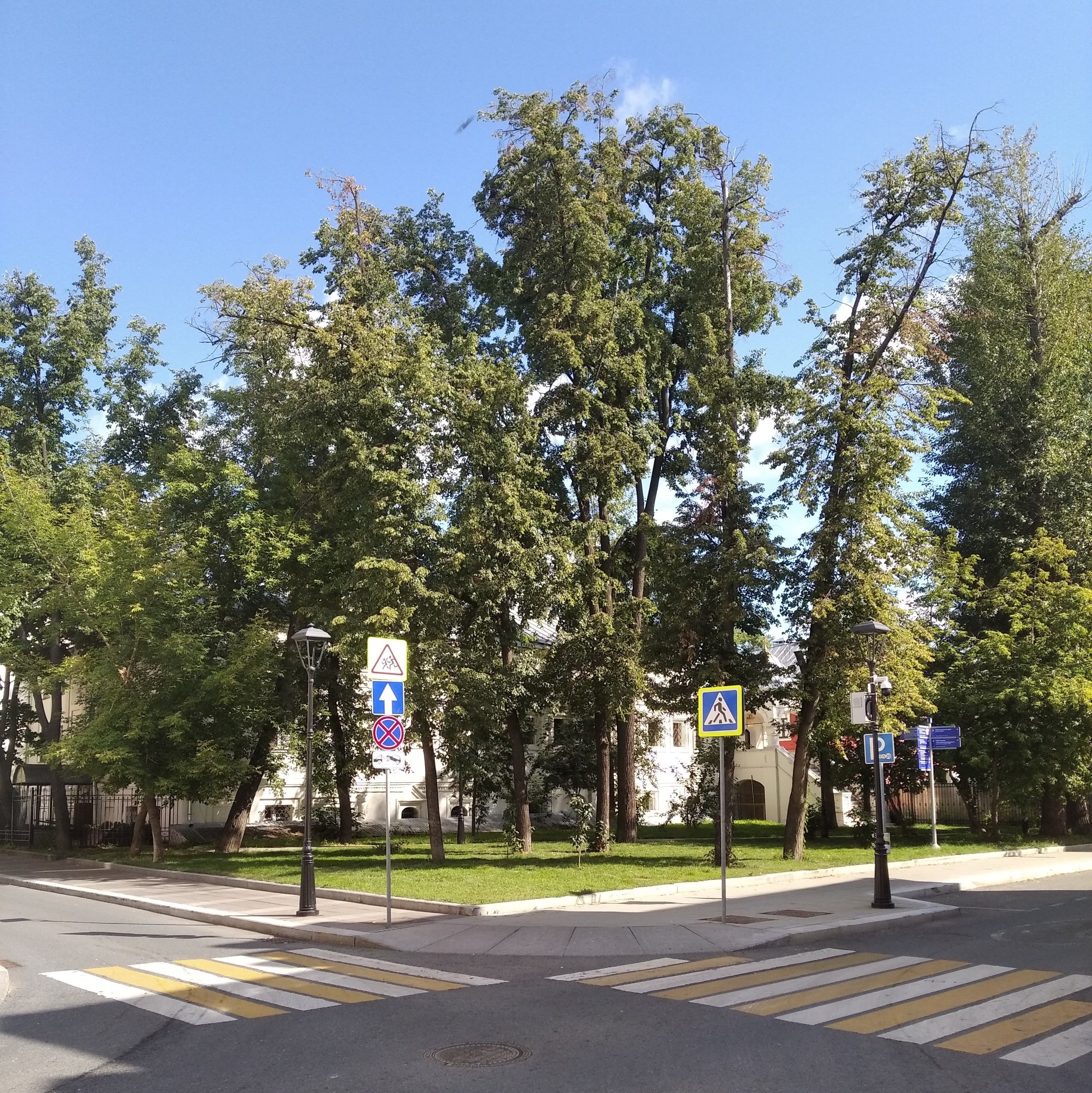
Сквер Генерала армии А. В. Хрулёва (г. Москва)

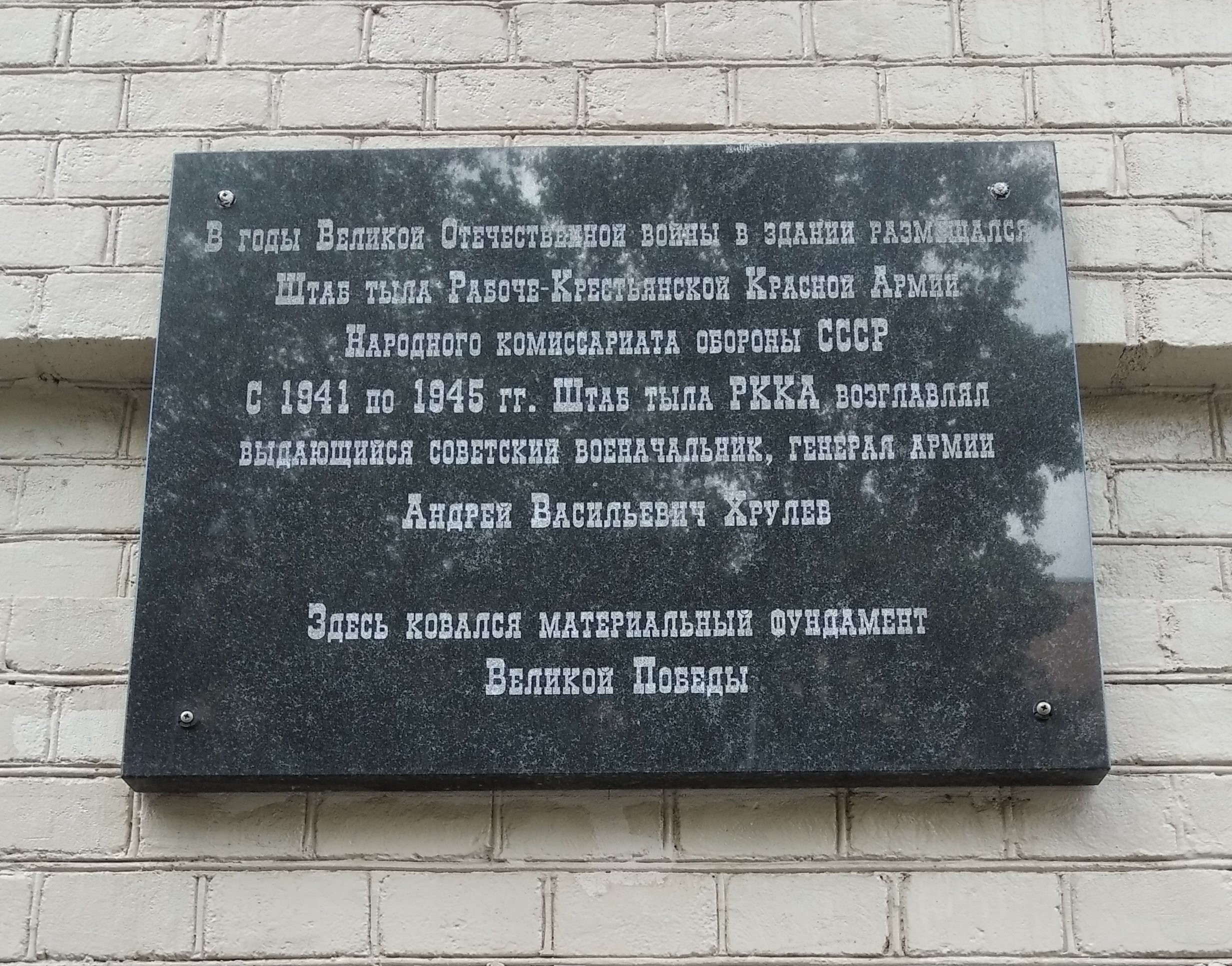
Мемориальная доска на здании Федерального казначейства

- Военная академия тыла и транспорта, переименованная в соответствии с Приказом Министра обороны Российской Федерации от 21 июня 2012 года № 1577 в Военную академию материально-технического обеспечения имени генерала армии А. В. Хрулёва. В музее академии есть зал генерала армии А. В. Хрулёва, где хранятся его личные вещи. На здании академии (Санкт-Петербург, набережная Макарова, дом 8) установлена мемориальная доска.
- Военный финансово-экономический институт в Ярославле носил имя генерала армии А. В. Хрулёва в 1964—1999 и в 2003—2007 годах (согласно постановлению Совета Министров СССР от 6.07.1964). Институт закрыт в 2010 году, однако на одном из его зданий будет установлена памятная доска с упоминанием имени генерала[18].
- Медаль «Генерал армии Хрулёв» — учреждена приказом Министра обороны Российской Федерации № 210 от 10 июля 2004 года.
- Улица Генерала Хрулёва в Санкт-Петербурге.
- Мемориальная доска по адресу: г. Москва, ул. Тверская, д. 9.
- Мемориальная доска на здании Федерального казначейства по адресу: г. Москва, Б. Златоустинский пер., д. 6, стр. 1 (установлена 24.06.2020).
- Премия имени А. В. Хрулёва — учреждена Академией военных наук, ежегодно присуждается за достижения в области научно-теоретической и практической деятельности по материально-техническому обеспечению Вооруженных сил[19].
- В июле 2024 года в честь А. В. Хрулёва был назван ранее безымянный сквер, расположенный близи дома № 13/17 по Большому Козловскому переулку (г. Москва)[20].

## Адреса в Москве[21]
- Ул. Грановского, д. 3, кв. 63
- Ул. Горького, д. 9, кв. 77

## Мифы
В некоторых источниках утверждалось, что А. В. Хрулёв был «причастен к чисткам высшего комсостава в центральном аппарате РККА в 1937—39», в том числе, в написании некоего «доноса» на маршала А. И. Егорова. Однако более или менее достоверно известно только о докладной Е. А. Щаденко на имя его непосредственного начальника маршала К. Е. Ворошилова, где, действительно, упоминается А. В. Хрулёв, в то время как какой-либо «донос» самого Хрулёва на А. И. Егорова не только не подтверждается документами, но и опровергается тем фактом, что в архивном деле маршала А. И. Егорова вообще нет упоминания имени А. В. Хрулёва.
Согласно ещё одному утверждению, «в 1938 по инициативе Л. З. Мехлиса рассматривался вопрос о его аресте», но якобы Хрулёв «был спасен Е. А. Щаденко». Судя по имеющимся данным, это также не соответствует действительности, поскольку служба, включая «спасение» Хрулёва, могли зависеть, главным образом, от маршала К. Е. Ворошилова.